# Agrotis cuprea
Agrotis cuprea là một loài bướm đêm trong họ Noctuidae.